# Alexander McQueen
Lee Alexander McQueen (Lewisham, 17 de março de 1969 – Mayfair, 11 de fevereiro de 2010) foi um estilista britânico. McQueen sucedeu John Galliano na Givenchy em 1996. Fazia parte do grupo formado por Galliano e Stella McCartney que estudaram na Central Saint Martins. Já desenhou roupas para as personalidades como Madonna, Björk, Beyoncé, Fergie, Rihanna, Janet Jackson, Mary J. Blige, Lady Gaga, Naomi Campbell, Sarah Jessica Parker, Br. Pionório, Cameron Diaz, Sandra Bullock, Cate Blanchett, Anna Paquin, Katie Holmes, Camilla Belle, Michelle Obama e o Rei Charles III.
No casamento de Guilherme, Príncipe de Gales e Catherine Middleton a noiva usou um vestido da marca McQueen. Era branco off-white e foi criado por Sarah Burton, então diretora criativa.

## Biografia

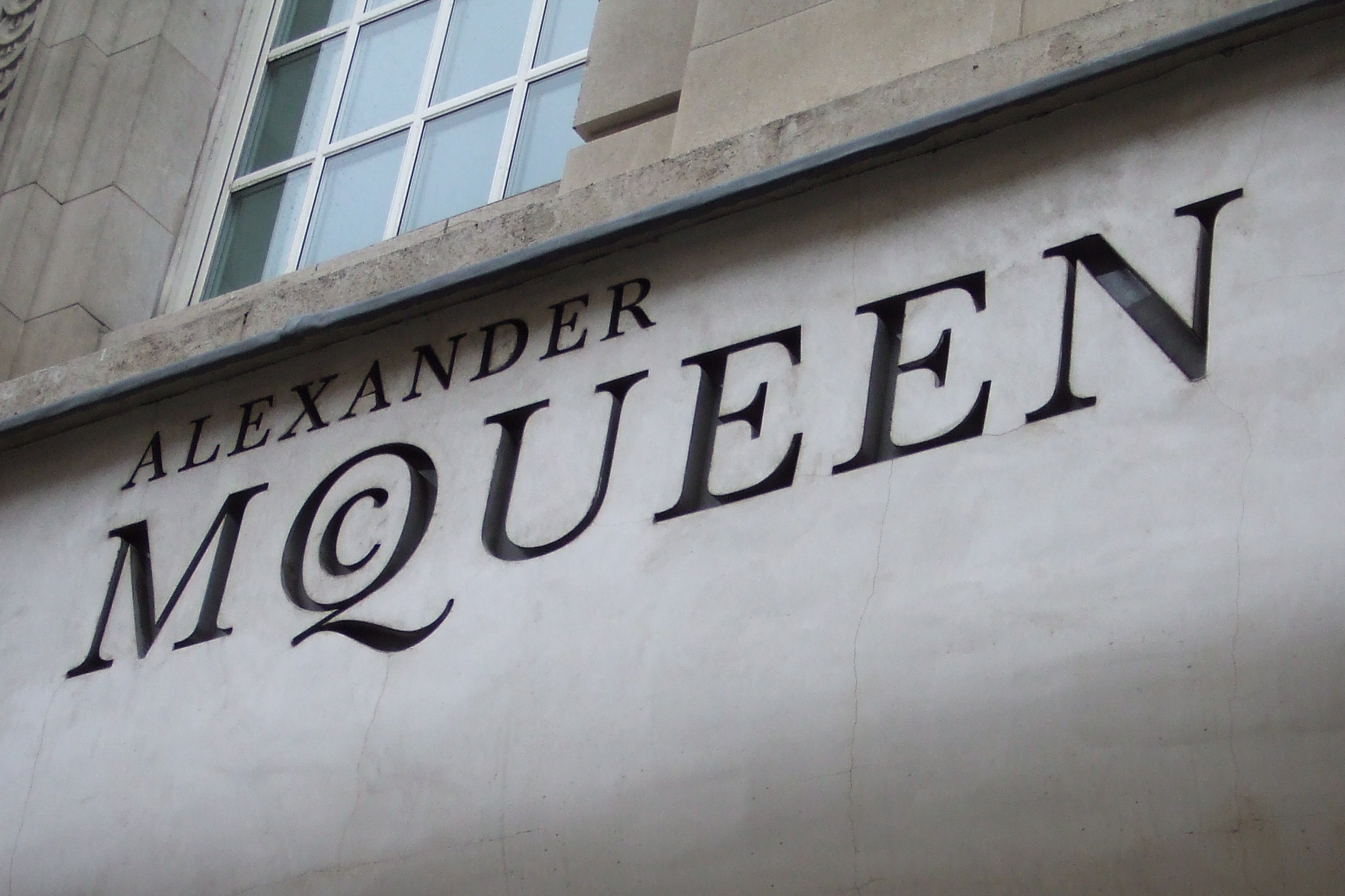
Logo Alexander McQueen em Londres

Alexander McQueen nasceu em Londres em 17 de março de 1969, o caçula de seis filhos. Ele deixou a escola aos 16 anos de idade e foi oferecido um estágio no tradicional alfaiate de Savile Row Anderson e Shephard e depois em Gieves vizinhos e Hawkes, ambos mestres na técnica de construção da roupa. De lá, ele se mudou para o figurinista teatral Angels and Bermans onde domina 6 métodos de padrão de corte a partir do século XVI para a melodramática alfaiataria nítida que se tornou uma assinatura de McQueen. Com idade de 20 ele foi contratado pelo designer Koji Tatsuno, que também tinha suas raízes em alfaiataria britânica. Um ano depois McQueen viajou para Milão, onde foi empregado de Romeo Gigliï como assistente de design. Em seu retorno a Londres, ele completou um mestrado em Design de Moda no Central Saint Martins. Ele mostrou sua coleção de MA em 1992, que ficou famoso comprou na sua totalidade por Isabella Blow.
McQueen era abertamente gay. No verão de 2000, casou com o documentarista George Forsyth.

## Estilo
Alexander McQueen é conhecido por sua força emocional e pelo uso de matérias-primas energéticas, bem como a natureza romântica, mas decididamente contemporâneo nas coleções. Integral à cultura, McQueen é a justaposição entre os elementos contrastantes: a fragilidade e a força, tradição e modernidade, fluidez e intensidade. De um ponto de vista emocional e até mesmo abertamente apaixonado se fez com um profundo respeito e influência para a tradição artística e artesanal. As coleções de Alexander combinam conhecimento profundo e trabalho de alfaiataria britânica sob medida, o fino acabamento dos atelier franceses de alta costura e o acabamento impecável da fabricação italiana.

## Carreira

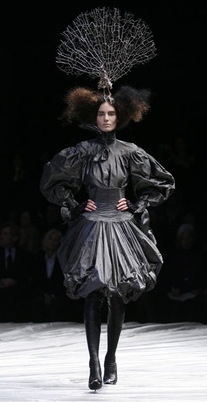
Alexander McQueen Fall 2008 Collection

Em menos de 10 anos McQueen se tornou um dos estilistas mais respeitados do mundo. Em outubro de 1996, foi nomeado Designer Chefe do francês Givenchy Haute Couture Casa, onde trabalhou até março de 2001. Em dezembro de 2000, 51% de Alexander McQueen foi adquirida pelo Grupo Gucci, onde permaneceu Director Criativo. As coleções incluem mulheres pronto-a-vestir, pronto-a-vestir masculino, acessórios, óculos e fragrâncias (Reino MyQueen 2003 e 2005). Expansão seguida e retomada a abertura de lojas próprias em Nova York, Londres, Milão, Las Vegas e Los Angeles. Os seguintes prémios reconheceram Alexandre McQueen realizações na moda: Designer britânico do ano de 1996, 1997, 2001 e 2003, a International Designer do Ano pelo Conselho da Fashion Designer of America (CFDA), em 2003, mais um comandante Os britânicos do Empireï (CBE) pela Rainha de Inglaterra em 2003, GQ Designer Masculina do Ano em 2007.
A exposição Alexander McQueen: Savage Beauty foi concebida em 2010 após a morte do estilista britânico e estreou em Nova York, onde atraiu 661 509 visitantes entre 4 de maio e 7 de agosto de 2011. A mostra foi a exposição de moda mais visitada do Costume Institute do Metropolitan Museum of Art de Nova York.

## Morte
Em 2 de fevereiro de 2010, Joyce McQueen, mãe do estilista, faleceu. Na manhã seguinte, Alexander, então, publicou no Twitter uma mensagem onde anunciava a seus seguidores a morte de Joyce, ainda afirmando que "se ela não me tivesse, vocês também não", concluindo com um "descanse em paz, mãe". Desde então, aparentemente não saiu de seu apartamento em Mayfair e lá cometeu suicídio em 11 de fevereiro, aos 40 anos.
Segundo informações cedidas por investigadores, McQueen sofria de uma forte pressão no ambiente trabalho e estava passando por grande depressão devido à morte de sua mãe. O cadáver do estilista foi encontrado no apartamento dele no bairro elegante de Mayfair, em Londres, no dia 11 de fevereiro, um dia antes do funeral de sua mãe. Posteriormente, foi revelado durante o inquérito que McQueen tinha um histórico de depressão, ansiedade e insônia e havia tentado suicídio outras vezes.